# Pumpstation Hammarbybacken

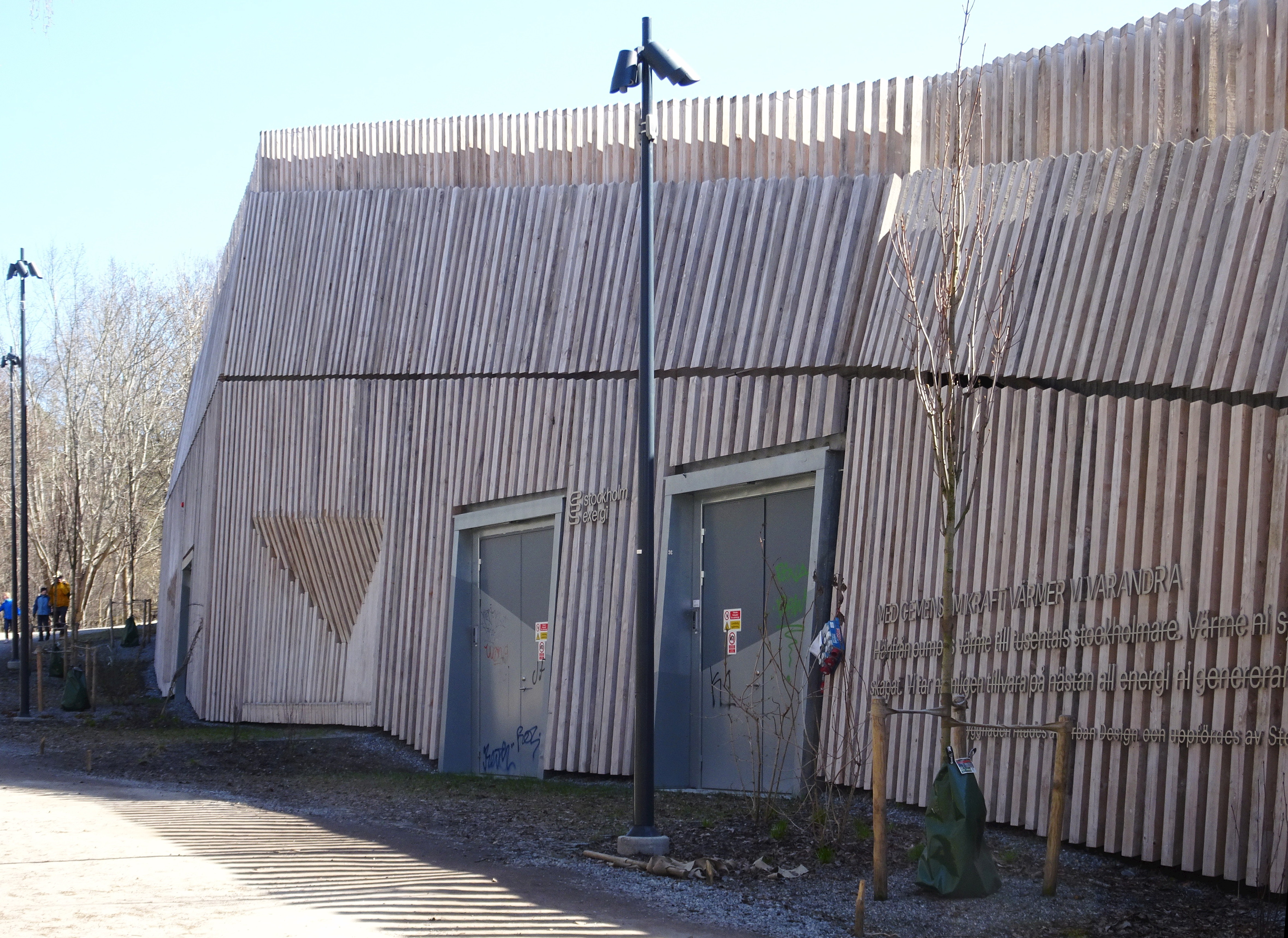
Fasaden mot promenadstråket.

Pumpstation Hammarbybacken är en teknisk anläggning för fjärrvärme vid foten av Hammarbybackens skidanläggning i Södra Hammarbyhamnen i Stockholm. Pumpstationens synliga del fick en speciell utformning som bidrog till att anläggningen nominerades som kandidat till Årets Stockholmsbyggnad 2022.

## Byggnadsbeskrivning

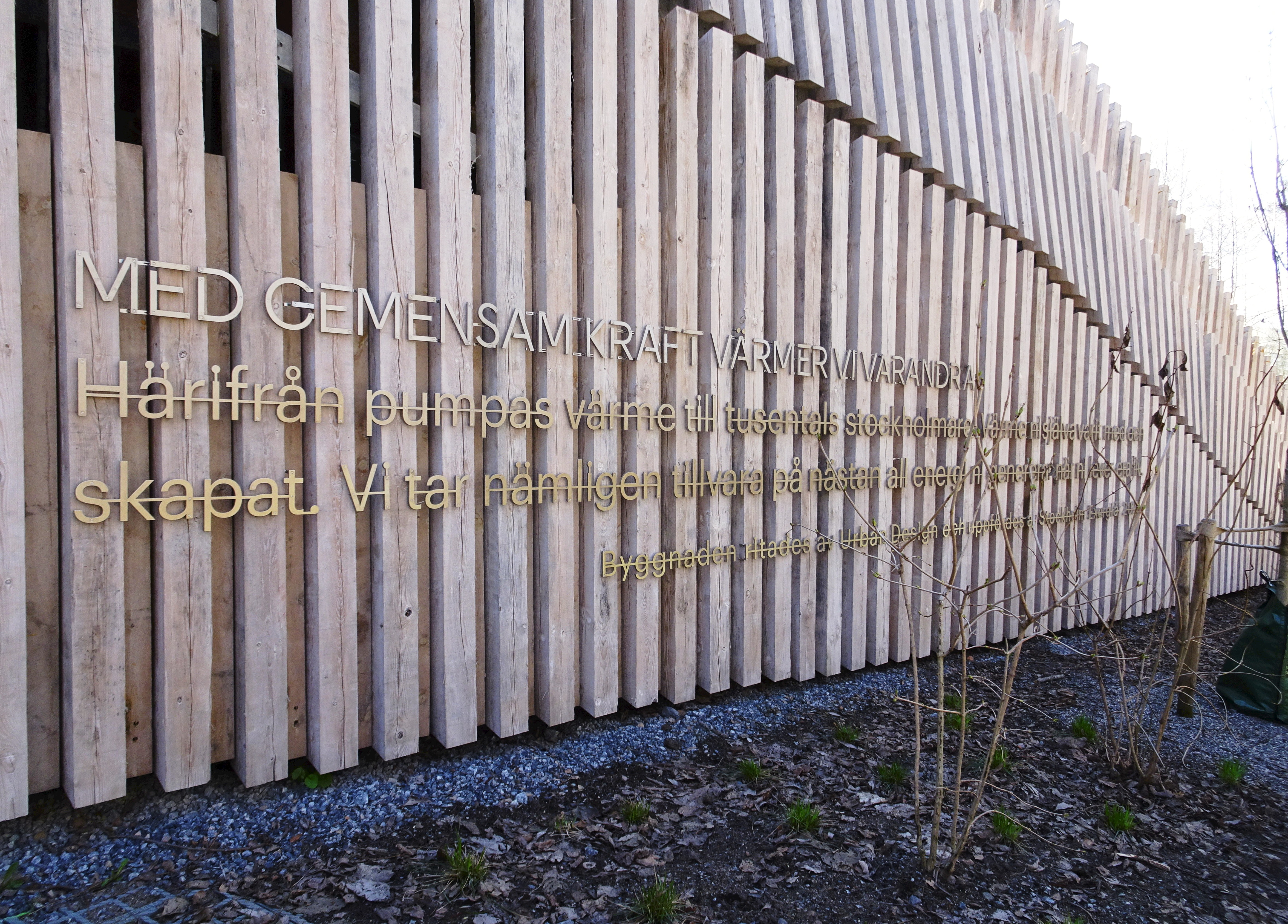
Förklarande text.

Anledning för tillkomsten av en pumpstationen vid Hammarbybacken var att en ny huvudledning för fjärrvärme mellan Hammarbyhöjden och Nacka anlades av Stockholm Exergi. Företaget stod även som byggherre för pumpstationen och anlitade Urban Design, som specialiserat sig på arkitektur för teknisk infrastruktur.
Själva pumpanläggningen ligger osynlig under mark vid Hammarbybackens fot och nära Nackareservatets entré. Själva pumphuset utgörs av en cirka 500 m² stor byggnad i betong med grova rörledningar in och ut. Just det här pumphuset rymmer fyra stora pumpar och transformatorer. Pumphusets fasad mot promenadstråket är det enda som syns utåt och den utformades som en långdragen böljande vägg bestående av stående, grovt sågade furuprofiler. Väggen kröker sig längs med slänten och stigen och blir till en del av landskapet. På fasaden finns en förklarande text om pumphusets funktion.
Pumpstationen vid Hammarbybacken nominerades av Stockholms kommun tillsammans med nio andra kandidater till Årets Stockholmsbyggnad 2022. Juryns kommentar löd:
| ” | Som ett snitt i berget, men utformad av trä, passas pumpstationen in i naturen utan att vara anonym. En teknisk anläggning som gestaltats omsorgsfullt och som ger tillbaka till staden bland annat med infällda sittplatser och fin anpassning till naturen. | „ |